# Vjera Neferović
Vjera Neferović (Bosanska Gradiška, 12. siječnja 1907. – Zagreb, 13. svibnja 1989.), hrvatska atletičarka. Natjecala se za Kraljevinu Jugoslaviju.
Natjecala se na Olimpijskim igrama 1936. u bacanju diska. Osvojila je 17. mjesto.
Bila je članica zagrebačkog ASK-a i HAŠK-a.